# Phân ngành Sống đầu
Phân ngành Sống đầu (Cephalochordata) bao gồm các động vật có dây sống chạy từ mút đầu tới mút đuôi, tồn tại suốt đời.
Sống đầu là một phân ngành nhỏ chỉ còn khoảng 30-33 loài sống ở biển, chuyển hóa theo lối sống ít vận động, cơ thể tuy có nhiều nét biến đổi thích nghi nhưng còn giữ được những nét điển hình chung của ngành. Các loài đại diện điển hình là lưỡng tiêm hay cá văn xương (Branchiostoma belcheri). Một số hệ phân loại còn liệt kê lớp Tim hẹp (Leptocardii) với bộ Amphioxiformes.

## Phân loại
- Họ Asymmetronidae
  - Chi Asymmetron khoảng 3 loài: A. inferum - A. lucayanum - A. maldivense[2]
  - Chi Epigonichthys: Khoảng 7 loài
- Họ Branchiostomidae
  - Chi Branchiostoma: Khoảng 21 loài lưỡng tiêm

## Phát sinh loài
Biểu đồ phát sinh loài của động vật có dây sống dưới đây là cây phát sinh loài hiện tại được nhiều người chấp nhận hơn cả.
|  | Hemichordata  |
|  |               |
|  | Echinodermata |
|  |               |

|  | Tunicata (Urochordata)                                       |
|  |                                                              |
|  | \| \| Cephalochordata \| \| \| \| \| \| Craniata \| \| \| \| |
|  |                                                              |
|  | Cephalochordata                                              |
|  |                                                              |
|  | Craniata                                                     |
|  |                                                              |

|  | Cephalochordata |
|  |                 |
|  | Craniata        |
|  |                 |

|  | Hemichordata  |
|  |               |
|  | Echinodermata |
|  |               |

|  | Tunicata (Urochordata)                                       |
|  |                                                              |
|  | \| \| Cephalochordata \| \| \| \| \| \| Craniata \| \| \| \| |
|  |                                                              |
|  | Cephalochordata                                              |
|  |                                                              |
|  | Craniata                                                     |
|  |                                                              |

|  | Cephalochordata |
|  |                 |
|  | Craniata        |
|  |                 |

|  | Hemichordata  |
|  |               |
|  | Echinodermata |
|  |               |

|  | Tunicata (Urochordata)                                       |
|  |                                                              |
|  | \| \| Cephalochordata \| \| \| \| \| \| Craniata \| \| \| \| |
|  |                                                              |
|  | Cephalochordata                                              |
|  |                                                              |
|  | Craniata                                                     |
|  |                                                              |

|  | Cephalochordata |
|  |                 |
|  | Craniata        |
|  |                 |

|  | Hemichordata  |
|  |               |
|  | Echinodermata |
|  |               |

|  | Tunicata (Urochordata)                                       |
|  |                                                              |
|  | \| \| Cephalochordata \| \| \| \| \| \| Craniata \| \| \| \| |
|  |                                                              |
|  | Cephalochordata                                              |
|  |                                                              |
|  | Craniata                                                     |
|  |                                                              |

|  | Cephalochordata |
|  |                 |
|  | Craniata        |
|  |                 |

## Cấu tạo chung
- Bộ xương, hệ cơ và cơ quan vận động phát triển hơn sống đuôi.
- Hệ tuần hoàn kín và có cấu tạo mách đặc trưng cho động vật có xương sống thấp ở nước.
- Có dây sống và ống thần kinh tồn tại suốt đời.
- Tổ chức cơ thể vẫn ở mức rất nguyên thủy.

Nói chung phân ngành Sống đầu không phát triển.

## Phân bố
Cephalochordata thường phân bố ở vùng biển nông nhiệt đới và ôn đới. Từ lâu, người ta tin rằng cephalochordata thích điều kiện hiếu khí, nhưng đã có một loại cephalochordata mới (Asymmetronerence) được phát hiện ở vùng đáy kỵ khí và giàu sulfide.

## Hình ảnh

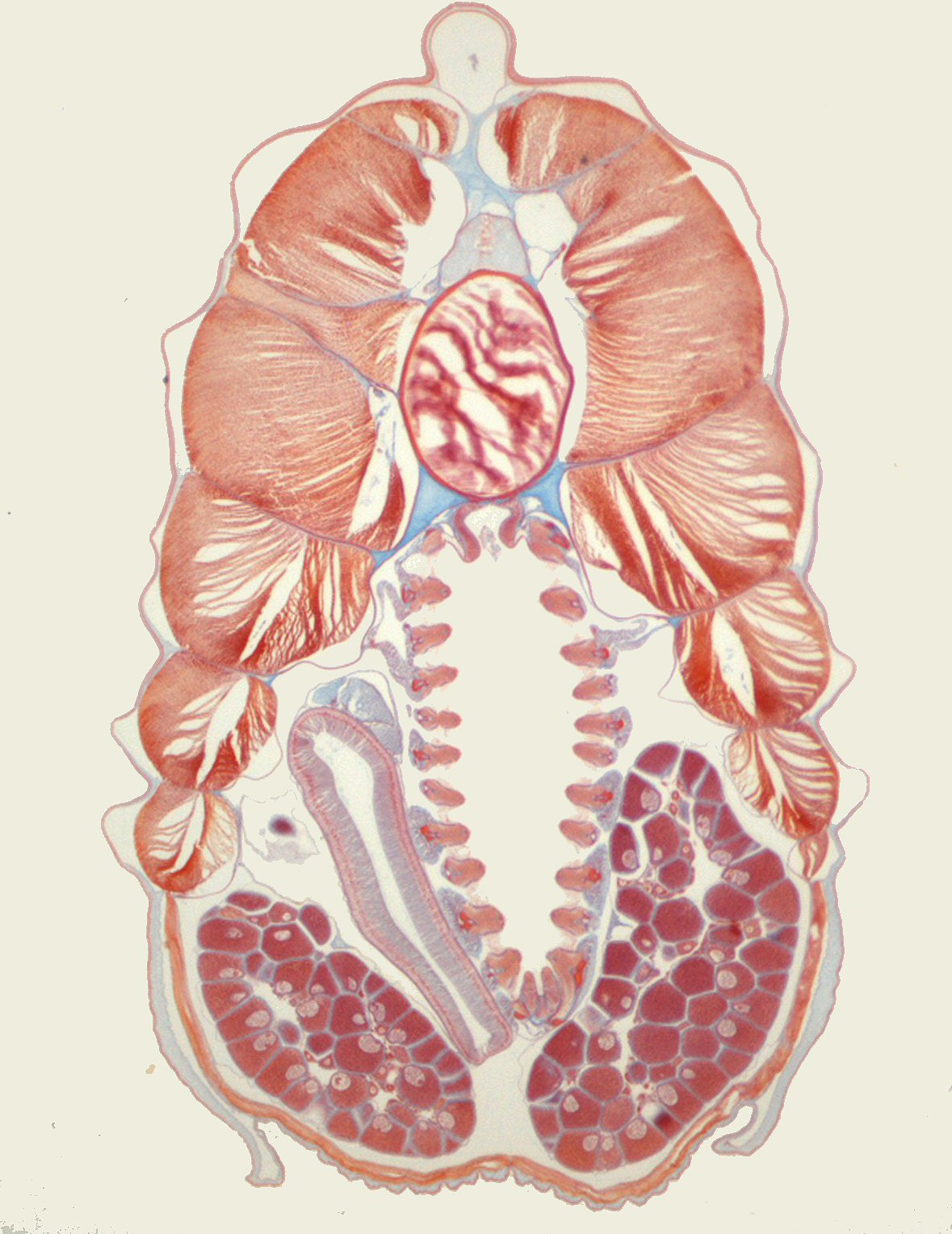
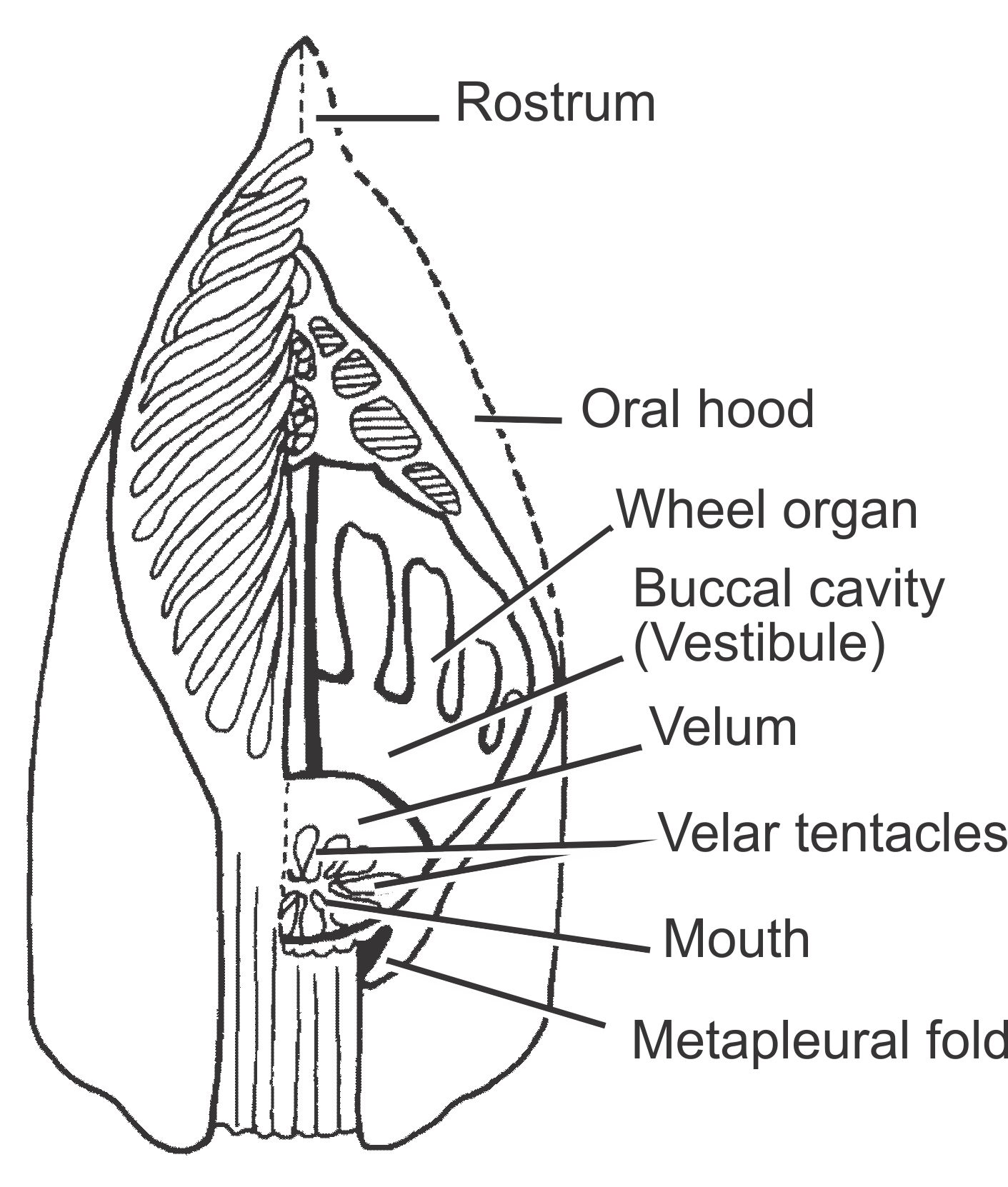
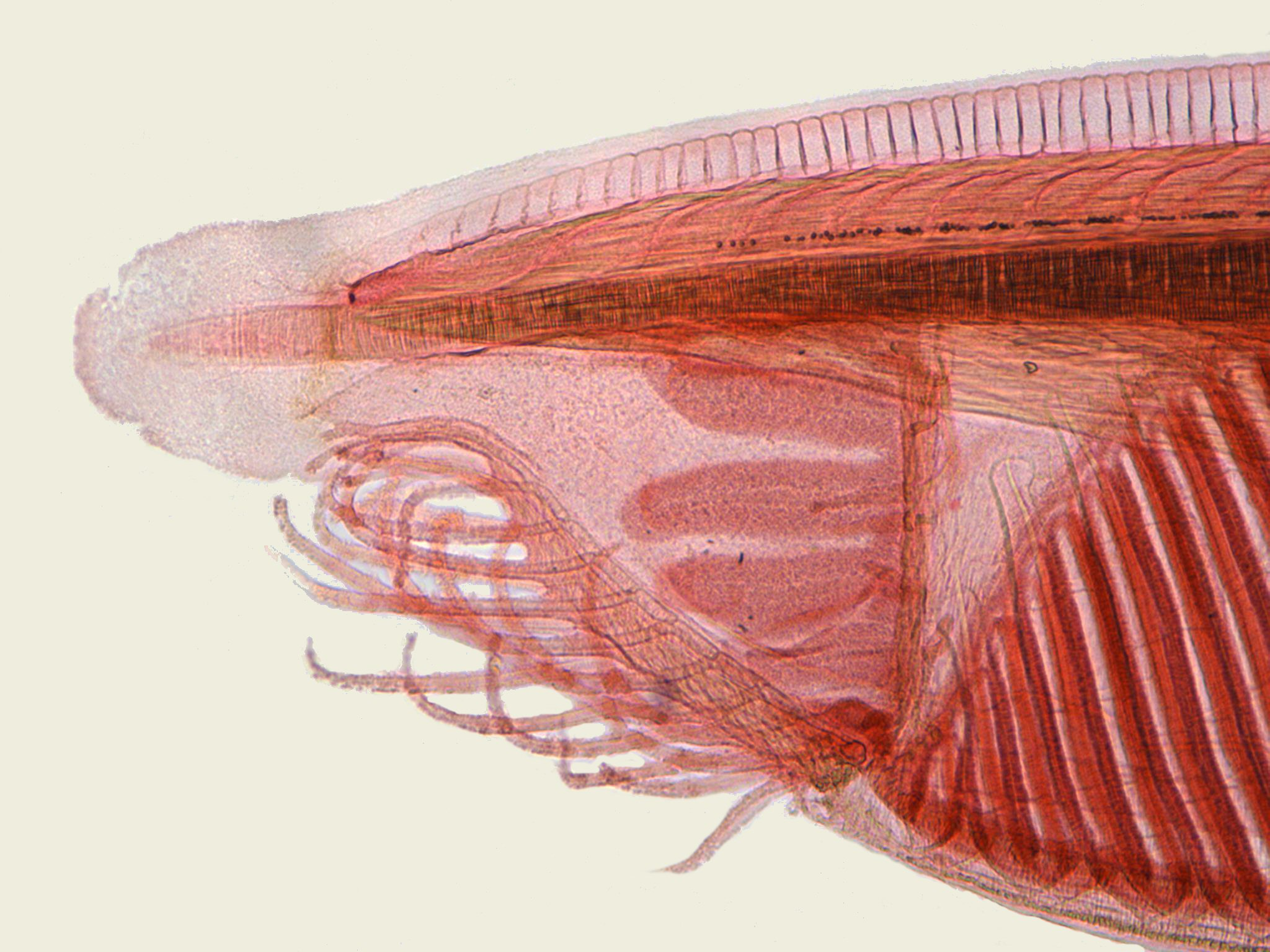